# Antônio Carlos Santos
Antônio Carlos Santos (* 8. Juni 1964 in Rio de Janeiro) ist ein ehemaliger brasilianischer Fußballspieler, der vorwiegend im offensiven Mittelfeld agierte.

## Karriere
Seine ersten Profijahre verbrachte Antônio Carlos bei seinem Heimatverein Botafogo FR, bevor er 1987 zum Club América in die erste mexikanische Liga wechselte. Abgesehen von zwei kurzzeitigen Ausflügen nach Portugal zum FC Porto (1992) und nach Japan zu Sanfrecce Hiroshima (1997) blieb er bis zum Ende seiner aktiven Laufbahn in Mexiko. Die meiste Zeit verbrachte er bei den Americanistas, mit denen er in den Spielzeiten 1987/88 und 1988/89 je zweimal den Meistertitel und den Supercup gewann. Außerdem gewann Antônio Carlos mit dem Club América auf internationaler Ebene zweimal den CONCACAF Champions’ Cup (1987 und 1990) sowie 1991 die Copa Interamericana.
Nach seiner Zeit bei América war er noch für die mexikanischen Vereine UANL Tigres, Tiburones Rojos Veracruz, Santos Laguna, Monarcas Morelia und CF Atlante im Einsatz.
Nach seiner aktiven Laufbahn war Antônio Carlos bei den Albinegros de Orizaba (2002) und deren Lizenznachfolger Lagartos de Tabasco (2003) sowie bei seinem ehemaligen Verein Tiburones Rojos Veracruz (2010) als Trainer im Einsatz.

## Erfolge
- Mexikanischer Meister: 1988, 1989
- Mexikanischer Supercup: 1988, 1989
- Sieger des CONCACAF Champions’ Cup: 1987, 1990
- Sieger der Copa Interamericana: 1991